# 神明的尾巴 ～干支神们的报恩～
《神明的尾巴 ～干支神们的报恩～》是DESSERT Soft在2020年1月31日發售的戀愛冒險類型成人遊戲。

## 故事简介
日本乡下某处，有着一座祭祀了十二生肖的神社。神社的名字叫做天部神社。在某天，神社中的十二生肖神像变成了自称生肖神的十二位少女，天部秋成与她们的故事也就此展开。

## 角色
天部秋成
天部秋成能够理解动物们的语言，喜欢动物的他利用这份力量，每天过的都很幸福。在十二生肖神像变成了自称生肖神的十二位少女后与他们发生各种故事。
千津（声优：分倍河原シホ）
子之生肖神。天部学园前期课程2年生。性格活泼，喜欢恶作剧。和丑之生肖神春香关系要好。口癖是“呢嘻嘻”。
春香（声优：古都ことり）
丑之生肖神。天部学园后期课程三年级生。随时随地都能睡着。和千津就像真正的姐妹一样，关系要好。
天音（声优：水野七海）
寅之生肖神。天部学园后期课程2年生。学生会长。性格高傲的大小姐，喜欢唱歌，身边总是跟着作为管家的戌之生肖神。
美幸（声优：雪村とあ）
卯之生肖神。天部学园后期课程三年级生。天部学园的女仆。学院里的万能女仆，基本上哪里有困难就会出现在哪里。没人见过她开眼的样子，传说那是堪比地狱般恐怖的景象。
桔梗（声优：広深香菜）
辰之生肖神。天部学园的校长。身旁总是跟随着美幸，有着古风古韵的口调，出现的时候总是会伴随着让人静下心的气氛。看起来非常年幼，其实年龄是十二生肖中最年长的老太太。
玲子（声优：夢月やみ）
巳之生肖神。天部学园的保健医生。喜好饮酒，总是做些奇怪的研究。
瞬（声优：葵時緒）
午之生肖神。天部学园后期课程2年生。借宿在浅葱家，在成为生肖神之前就与主人公秋成是恶友的关系。
纱由里（声优：結城ほのか）
未之生肖神。天部学园前期课程3年。为了照顾妹妹在牧场里工作，和妹妹们居住在一起。
高美（声优：野々原まどか）
申之生肖神。天部学园后期课程2年生。班长。借宿在浅葱家，在成为生肖神之前就与主人公秋成是恶友的关系。
美空（声优：風鈴みすず）
酉之生肖神。天部学园的语文老师。因为是跳级的天才，所以年龄上来说，乃是前期课程2年生。在十二生肖神里，只有她无法常时维持人类的体型。
明（声优：あじ秋刀魚）
戌之生肖神。天部学园后期课程1年。天音的管家，学生会的副会长。喜欢少女漫画。
贤儿（声优：八ッ橋きなこ）
亥之生肖神。天部学园前期课程1年。性格活泼，充满活力。
浅葱 莲华（声优：花泽樱）
天部学园后期课程2年。天部神社的巫女。和秋成是青梅竹马。

## 主題曲
片头曲1st
作詞・作曲・歌唱：薬師るり ,編曲：根本克則(KParaMUSIC)
片头曲2nd
作詞・作曲・歌唱：薬師るり , 編曲：根本克則(KParaMUSIC)
挿入歌
作詞：葉月ゆら ,作編曲：アメディオ , 歌唱：あまね（声优：水野七海）
挿入歌
作詞・歌唱：黒澤未明 ， 作編曲：offshore
片尾曲
作詞・作曲・歌唱：薬師るり ，編曲：根本克則(KParaMUSIC)

## 影响
其中辰之生肖神桔梗曾被QQ群群友用于娘化QQ龙王的表情包中。

## 外部連結
- 神明的尾巴 ～干支神们的报恩～游戏官网 （页面存档备份，存于）（日語）